# Heteracris guineensis
Heteracris guineensis är en insektsart som först beskrevs av Krauss 1890.  Heteracris guineensis ingår i släktet Heteracris och familjen gräshoppor. Inga underarter finns listade i Catalogue of Life.

## Bildgalleri

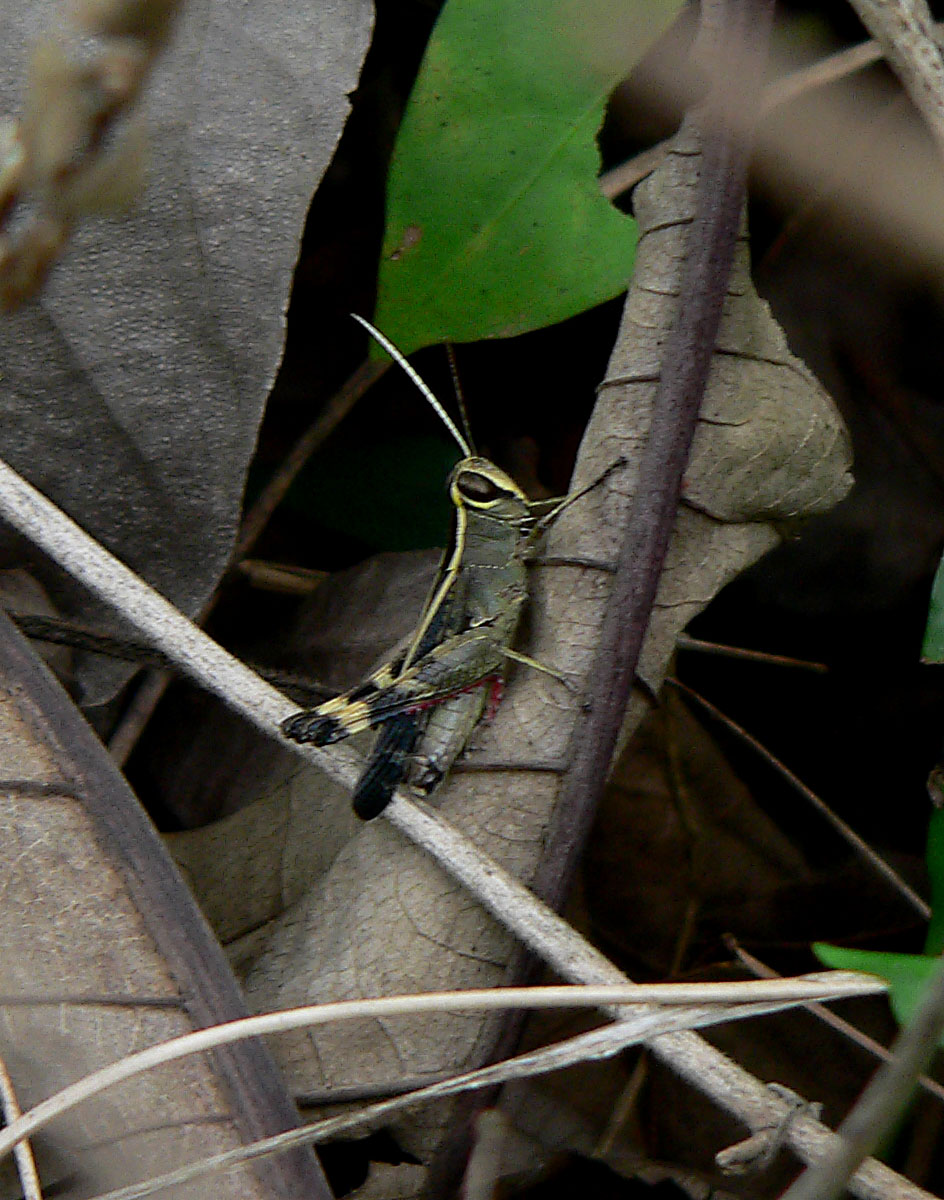